# Le Lesme
Le Lesme est une commune nouvelle française, constituée le 1er janvier 2016, dans le département de l'Eure en région Normandie.

## Géographie

### Hydrographie
La commune est située dans le bassin Seine-Normandie. Elle est drainée par le Rouloir, le cours d'eau 01 de la commune de Sainte-Marguerite-de-l'Autel, le bras 01 de la commune de Sainte-Marquerite-de-l'Autel et le fossé 02 de la commune de Sainte-Marguerite-de-l'Autel,,.
Le Rouloir, d'une longueur de 49 km, prend sa source dans la commune de Saint-Ouen-sur-Iton et se jette  dans un bras de l'Iton à Glisolles, après avoir traversé 15 communes.

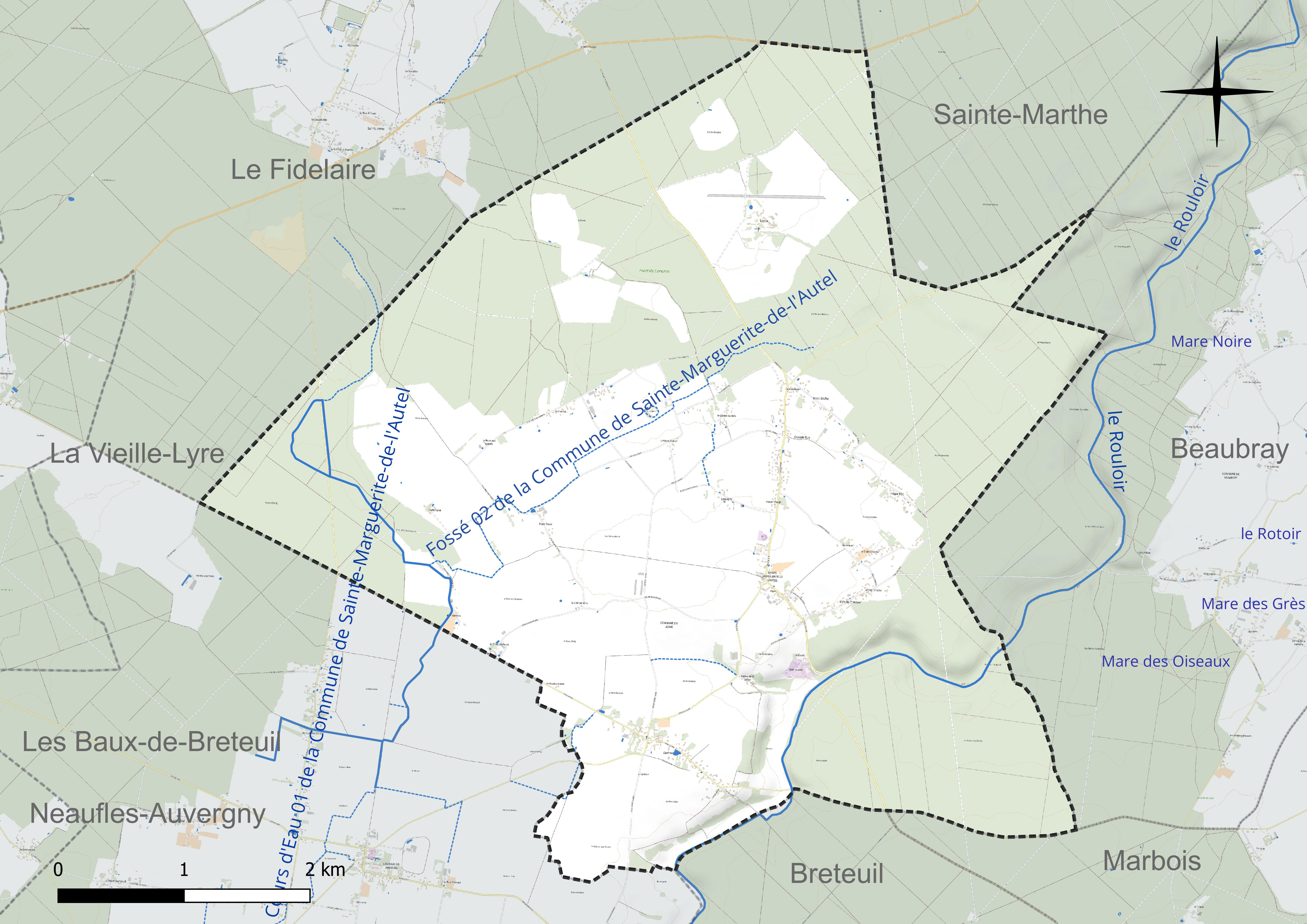
Réseau hydrographique du Lesme.

### Climat
Pour des articles plus généraux, voir Climat de la Normandie et Climat de l'Eure.
En 2010, le climat de la commune est de type climat océanique dégradé des plaines du Centre et du Nord, selon une étude du CNRS s'appuyant sur une série de données couvrant la période 1971-2000. En 2020, Météo-France publie une typologie des climats de la France métropolitaine dans laquelle la commune est exposée à un climat océanique et est dans une zone de transition entre les régions climatiques « Sud-ouest du bassin Parisien » et « Côtes de la Manche orientale ». Parallèlement le GIEC normand, un groupe régional d’experts sur le climat, différencie quant à lui, dans une étude de 2020, trois grands types de climats pour la région Normandie, nuancés à une échelle plus fine par les facteurs géographiques locaux. La commune est, selon ce zonage, exposée à un « climat des plateaux abrités », correspondant aux plaines agricoles de l’Eure, avec une pluviométrie beaucoup plus faible que dans la plaine de Caen en raison du double effet d’abri provoqué par les collines du Bocage normand et par celles qui s’étendent sur un axe du Pays d'Auge au Perche.
Pour la période 1971-2000, la température annuelle moyenne est de 10,1 °C, avec  une amplitude thermique annuelle de 14 °C. Le cumul annuel moyen de précipitations est de 710 mm, avec 11,7 jours de précipitations en janvier et 8,4 jours en juillet. Pour la période 1991-2020, la température moyenne annuelle observée sur la station météorologique la plus proche, située sur la commune de Breteuil à 8 km à vol d'oiseau, est de 11,1 °C et le cumul annuel moyen de précipitations est de 698,2 mm,. Pour l'avenir, les paramètres climatiques de la commune estimés pour 2050 selon différents scénarios d’émission de gaz à effet de serre sont consultables sur un site dédié publié par Météo-France en novembre 2022.

## Urbanisme

### Typologie
Au 1er janvier 2024, Le Lesme est catégorisée commune rurale à habitat dispersé, selon la nouvelle grille communale de densité à 7 niveaux définie par l'Insee en 2022.
Elle est située hors unité urbaine. Par ailleurs la commune fait partie de l'aire d'attraction d'Évreux, dont elle est une commune de la couronne,. Cette aire, qui regroupe 108 communes, est catégorisée dans les aires de 50 000 à moins de 200 000 habitants,.

## Toponymie
Le néo-toponyme, Le Lesme, est le nom du cours supérieur du Rouloir, affluent de l'Iton (Eure).

## Histoire
Plusieurs communes émettent le souhait de se rassembler dans une commune nouvelle. Ce projet de création d'une commune nouvelle est approuvé par les conseils municipaux de deux communes :
- Guernanville ;
- Sainte-Marguerite-de-l'Autel.

L'arrêté préfectoral du 4 décembre 2015 a officiellement créé la nouvelle commune pour une mise en place le janvier 2016.

## Politique et administration
| Période      | Période  | Identité             | Étiquette | Qualité |
| ------------ | -------- | -------------------- | --------- | ------- |
| janvier 2016 | En cours | Jean-Claude Surmulet |           |         |

| Nom                                  | Code Insee | Intercommunalité                          | Superficie (km2) | Population (dernière pop. légale) | Densité (hab./km2) |
| ------------------------------------ | ---------- | ----------------------------------------- | ---------------- | --------------------------------- | ------------------ |
| Sainte-Marguerite-de-l'Autel (siège) | 27565      | Communauté de communes Normandie Sud Eure | 23,27            | 556 (2013)                        | 24                 |
| Guernanville                         | 27303      | Communauté de communes Normandie Sud Eure | 3,23             | 98 (2013)                         | 30                 |